# Manufactuur (bedrijf)

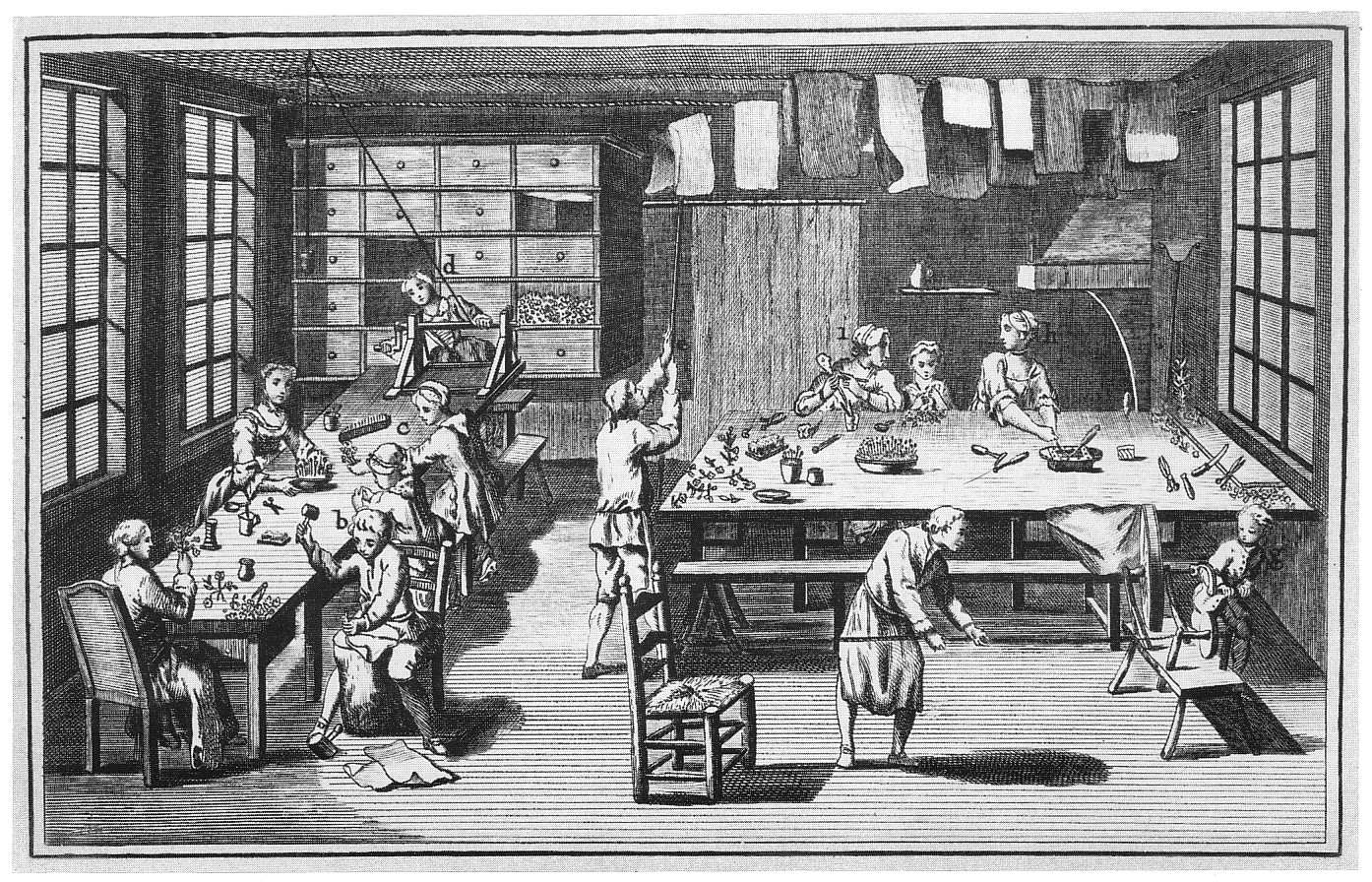
Een bloemenmanufactuur, 1765.

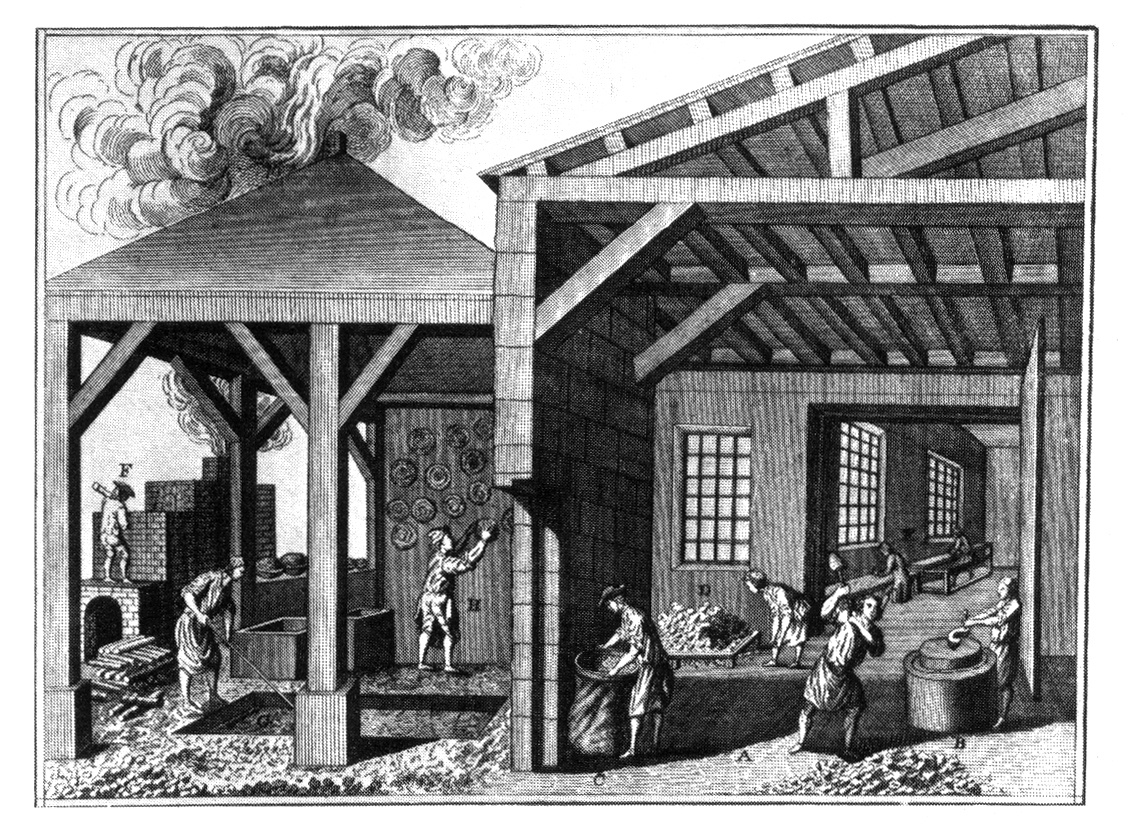
Porseleinmanufactuur, eind 18e eeuw.

Een manufactuur (van lat. manus - hand, lat. facere – bouwen, doen, maken, herstellen) is een werkhuis of fabriekshuis waar een aantal mensen een bezigheid uitoefenen die voordien wel als huisnijverheid werd verricht. De werkers werden betaald in stukloon of dagloon. 
Kenmerkend voor de manufactuur was de lage mechanisatiegraad en de geringe mate van arbeidsdeling. Toch was er enige specialisatie vereist: men had te maken met een primitieve vorm van bedrijfsorganisatie, waartoe ook activiteiten behoorden als inkoop, verkoop, administratie, leidinggeven en werkvoorbereiding. Dit onderscheidde de manufactuur van de ambachtelijke werkplaats.
De manufactuur putte tevens uit de traditie van eerdere vormen van werkhuizen, die echter meestal verbonden waren aan gevangenissen of kloostergemeenschappen. Toen tijdens de Franse Revolutie de abdijen werden afgeschaft, kwamen er vaak manufacturen in de abdijgebouwen die ook daarvoor al voor economische activiteiten waren bestemd.
De manufactuur kan gezien worden als de voorloper van de moderne industrie.

## Voorbeelden van manufacturen
Tegenwoordig wordt het woord manufactuur vaak voor een bedrijf in de kunstnijverheid gebruikt. Dergelijke bedrijven zijn vaak al eeuwenoud, bijvoorbeeld:
- Porseleinmanufacturen, zoals De Koninklijke Porceleyne Fles te Delft is een die in 1653 werd opgericht.
- Manufacturen voor wandtapijten, zoals gobelins, bestaan reeds eeuwenlang. Zie, bijvoorbeeld: 
  - Koninklijke Manufactuur van Wandtapijten De Wit
  - Koninklijke tapijtmanufactuur van Santa Bárbara

Vroeger betrof het vooral pre-industriële bedrijven, vaak betrokken bij de textielsector.
- De speldenmanufactuur komt ter sprake in hoofdstuk 12 van Karl Marx' Het Kapitaal, dat het proces van arbeidsdeling behandelt.
- Textielmanufacturen ontstonden reeds in de 18e eeuw en vormen de voorlopers van alle grote 19e-eeuwse textielindustriegebieden.

De textielproducten zoals die vroeger in de manufactuur werden vervaardigd, noemt men wel manufacturen.